# Kees Van Dongen
Kees van Dongen (Delfshaven kraj Rotterdama, 26. siječnja 1877. – Monte Carlo, 28. svibnja 1968.), francuski slikar nizozemskog podrijetla.
Kees van Dongen je došao 1897. u Pariz. Većinu svog života je proveo u Francuskoj. Od 1905. povezan je s fovizmom. 1908. je postao član grupe Die Brücke u Dresdenu. Radio je pod utjecajem Paul Gauguina. Poslije slika portrete žena iz mondenih krugova te senzualne aktove u kontrastima boja. Radio je litografije i ilustracije knjiga. Njegov stil je čist i žestok.